# Luz Elena González
Luz Elena González de la Torre (Guadalajara, Jalisco, 22 de agosto de 1974) es una actriz cómica, cantante y modelo mexicana.
Comenzó su carrera universitaria para ser abogada. Sin embargo, decidió probar con ser modelo y ganó el certamen Nuestra Belleza Jalisco y quedó entre las finalistas de la final nacional de Nuestra Belleza México 1994. Al poco tiempo inicia su carrera como actriz.

## Telenovelas
- Mi fortuna es amarte (2021-2022) - Soledad "Chole" Pascual Gama
- Te doy la vida (2020) - Paulina Reyes
- Sin tu mirada (2017-2018) - Susana Balmaceda Vda. de Villoslada
- Enamorándome de Ramón (2017) - Roxana Herrera Rubio
- Antes muerta que Lichita (2015-2016) - Jesusa "Chuchette" Urieta
- Mi corazón es tuyo (2014-2015) - Magdalena "Magda"
- Libre para amarte (2013) - Romina Montenegro
- Una familia con suerte (2011-2012) - Graciela "Chela" Torres
- Hasta que el dinero nos separe (2009-2010) - Victoria "Vicky" de la Parra "La Pajarita”[3]
- Querida enemiga (2008) - Diana Ruiz de Palma
- Alegrijes y rebujos (2003-2004) - Irina Calleja
- Entre el amor y el odio (2002) - Fuensanta
- Por un beso (2000-2001) - Rita Jiménez de Ornelas
- Siempre te amaré (2000) - Mara
- El niño que vino del mar (1999) - Jacinta
- Preciosa (1998) - Milagros Ortiz
- Mi querida Isabel (1996-1997) - Secretaria

## Programas de televisión
- Venga la alegría (2023-actualidad) - Presentadora[4]
- Amor en el aire: El reality (2023) - Presentadora[5]
- Al medio día (2006) - Presentadora
- Big Brother VIP 3 (2004) - 9° Expulsada / Concursante
- La hora pico (2002) - Invitada
- Gran carnal: Los fenómenos (2002) - Presentadora / Jenny Corcuera
- Humor es... los comediantes (1999) - Presentadora
- Al ritmo de la noche (1997) - Presentadora
- Siempre en domingo (1992-1993) - Presentadora

## Series
- El Bar (2019) -    Patricia "Paty" Serrano
- Nosotros los guapos (2016) - Alexa (1 episodio)
- Estrella2 (2013-2014) - Invitada (2 episodios)
- Ugly Betty (2008) - Luisa (1 episodio)
- La Escuelita VIP (2004) - Lucecita (Varios episodios)
- Mujer, casos de la vida real (2001) (2 episodios)
- Charmed (2001) - Enfermera (1 episodio)
- Cero en conducta (1998-1999) - Rosa Celeste (Varios episodios)

## Películas
- El cara de chango 2 (2005) - Sonia Montaño
- El cara de chango (2003) - Sonia Montaño
- Doble secuestro (2003) - Valeria Montemayor

## Discografía
- "Contigo o sin ti" (2003)
- "Hada de luz" (2006)

## Premios y nominaciones

### People en Español
| Año  | Categoría          | Telenovela                     | Resultado |
| ---- | ------------------ | ------------------------------ | --------- |
| 2012 | Mejor Actriz       | Una familia con suerte         | Nominada  |
| 2010 | Revelación del Año | Hasta que el dinero nos separe | Nominada  |

### Premios TvyNovelas
| Año  | Categoría               | Telenovela               | Resultado |
| ---- | ----------------------- | ------------------------ | --------- |
| 2018 | Mejor villana           | Enamorandome de Ramon    | Nominada  |
| 2016 | Mejor actriz de Reparto | Antes muerta que lichita | Nominada  |